# 土倉有貴
土倉 有貴（とくら ゆうき、1981年6月24日 - ）は、日本の俳優。砂岡事務所所属。

## 来歴・人物
東京都出身。3歳の時に劇団ひまわりに入り、芸能活動をスタート。
身長170cm。血液型A型。趣味はダンス。特技は水泳、ピアノ、スキー、スノーボード。

## 出演作品

### テレビドラマ
- 女たちの百万石（1988年10月12日・19日） - 宇喜多秀継
- さすらい刑事旅情編 第2話（1988年）
- 地球戦隊ファイブマン 第1話・第17話（1990年） - 星川学（幼少期）
- パパ!かっこつかないゼ（1990年）- 磯野竜二
- 世にも奇妙な物語「家族の肖像」、「開かずの踏切」（1991年）
- 女相撲（1991年）
- しあわせの決断（1992年）
- オレゴンから愛'92（1992年）- 川原透
- 愛情物語（1993年）
- カネボウヒューマンスペシャル ちゃんめろの山里で（1993年）
- ステイション（1995年）
- 小児病棟・命の季節（1996年）
- 新・赤かぶ検事奮戦記（1997年　- 2002年） - 柊誠二（第4作 - 第13作）
- ナースのお仕事3 第5話（2000年） ｰ コウジ
- HERO（2001年） - 広瀬マモル
- 北条時宗（2001年） - 九条頼嗣

### 映画
- 風の又三郎 ガラスのマント（1989年） - 勇治
- リリィ・シュシュのすべて（2001年）
- 逆境ナイン（2005年） - 古家秀明

### CM
- サッポロビール（2003年）

### 舞台
- オリバー（1990年）
- コルチャック先生（2001年）
- 赤毛のアン（2002年） - ギルバート
- Life is Tough（2004年）
- Family Business〜最後の挑戦?〜（2005年）
- クラウディアからの手紙（2006年）
- 君に捧げる歌 a song for you（2006年 - 2007年）
- ハイスクール・ミュージカル（2007年）
- ミス・サイゴン（2008年 - 2009年）
- 銀河鉄道の夜（2008年）
- ミュージカル「忍たま乱太郎」 第3弾『山賊砦に潜入せよ』（2012年・初演のみ） - 忍術学園教師 土井半助
- 舞台「魔法使いの約束」きみに花を、空に魔法を 前編（2025年公演予定） - POW-ers[2]

### テレビアニメ
- true tears（2008年、tvk 他） - 酒蔵の少年
- エウレカセブンAO（2012年、毎日放送 他） - 少年兵

### ゲーム
- SIREN（2003年、PlayStation 2） - 神代淳

### その他
- NTTコミュニケーションズ（2003年）